# Nulpraat
Nulpraat is een door voorzitter Frans Weisglas van de Tweede Kamer op 5 september 2002 bedacht neologisme, ter vervanging van de in zijn ogen onparlementaire uitdrukking "lulpraat".

## Lijkenarchiefje
Lange tijd kende het Reglement van Orde van de Tweede Kamer een artikel 61 dat de Kamervoorzitter de bevoegdheid gaf onparlementair taalgebruik uit de Handelingen te houden. Er werd dan een parafrase opgenomen, met daarbij de mededeling "In de voorafgaande zin is een door de Voorzitter ontoelaatbaar geoordeeld gedeelte door andere woorden vervangen." De geschrapte passage werd bijgezet in het zogeheten lijkenarchiefje, dat alleen na schriftelijke aanvraag en op belofte van vertrouwelijkheid kon worden ingezien. Geïnteresseerden konden hierin woorden vinden als knoeiwinkel, onbeschoft, potverdrie en schandalig.

Artikel 61 is in juni 2001 geschrapt. Sindsdien kan een kamervoorzitter nog wel bezwaar maken. Dit bezwaar wordt dan echter in de Handelingen opgenomen, inclusief het gewraakte woord.

## Agnes Kant
Weisglas was op 28 mei 2002 tot kamervoorzitter gekozen. Hij was dus nog niet zo lang in functie toen het kamerlid Agnes Kant (SP) op 5 september van dat jaar tijdens een debat over een brief van minister Nawijn het woord lulpraat liet vallen: "Als je niet bereid bent tot die discussie, ook hier, dan zijn het toch echt proefballonnetjes geweest met gebakken lucht. Of, laat ik het in gewoon Nederlands zeggen, lulpraat."
"Zei u nulpraat?" veinsde Weisglas voorzichtig. Kant gaf aanvankelijk geen krimp. In tweede instantie wijzigde ze de uitdrukking toch maar in onzinnige praat. Op 1 april 2003 was het opnieuw raak; ook dit keer ging het om een uitspraak van Kant. In een debat met minister De Geus  over de aanpak van topsalarissen meende Kant: "Wat de minister nu zegt is echt een beetje bullshit." Weisglas meldde vervolgens daar voor de Handelingen een ander woord voor te zullen bedenken, "misschien toch maar weer 'nulpraat'." Kennelijk besefte hij niet dat ook dit keer het gewraakte woord in de Handelingen werd opgenomen, inclusief zijn protest ertegen.
Nulpraat is in 2002 opgenomen in Taal; kroniek van het Nederlands, een boekje dat jaarlijks door lexicon Van Dale wordt uitgebracht.